# Stazione di Arce
La stazione di Arce è una stazione ferroviaria, posta sulla ferrovia Avezzano-Roccasecca, a servizio del comune di Arce.

## Storia
La stazione fu inaugurata nel 1884, in occasione dell'apertura della tratta Arce-Roccasecca, e rimase capolinea fino al 1891, quando la linea venne prolungata fino a Sora.
Nel 1894 venne attivato un raccordo ferroviario dedicato al trasporto merci dalla stazione di Arce fino al Polverificio di Fontana Liri; in questo periodo la stazione conobbe un importante traffico merci e raggiunse il momento di massima attività.
Nel 1944, durante la risalita delle truppe tedesche alla fine della seconda guerra mondiale, la stazione, insieme al resto della linea, fu devastata e rasa al suolo; l'edificio attuale è simile alle altre stazioni della linea ricostruite in fretta durante il periodo post-bellico.
Arce è stata l'ultima stazione della linea a cessare il servizio merci: l'ultimo treno dal vicino pastificio lasciò la stazione nel 1995.

## Strutture e impianti
La stazione è gestita da Rete Ferroviaria Italiana (RFI).
Il fabbricato viaggiatori si compone di due livelli ma soltanto il piano terra è aperto al pubblico. L'edificio è in muratura ed è tinteggiato di giallo. L'architettura del fabbricato è molto semplice: al centro del fabbricato è presente una grossa apertura (l'unica del piano terra) che forma una specie di galleria che conduce direttamente al piazzale ferroviario senza attraversare alcuna porta. All'interno di questa "galleria" ci sono alcune panche in legno e l'orario ferroviario cartaceo.
La stazione fino al 1995 disponeva di uno scalo merci con annesso magazzino: oggi (2010) lo scalo è stato smantellato (ad eccezione del binario tronco situato sotto il piano caricatore) e convertito a deposito, mentre il magazzino è stato donato in comodato all'AVIS. L'architettura del magazzino è postbellica: quello originale è stato distrutto durante la ritirata tedesca.
Il piazzale ferroviario si compone di due binari; il terzo binario ad oggi (2017) risulta rimosso. Nel dettaglio:
- Binario 1: è un binario che si trova su tracciato deviato; viene usato per effettuare le precedenze fra i treni;
- Binario 2: è il binario di corretto tracciato;
- Ex Binario 3: era un binario posto su tracciato deviato, oggi rimosso completamente; prima era utilizzato per lo scalo merci.

Tutti i due binari sono dotati di banchina e collegati fra loro mediante una passerella ferroviaria in cemento. Degna di nota è la presenza in stazione di deviatoi tallonabili con capacità di ritorno automatico nella posizione iniziale.
Nell'estate del 2022 la Stazione, insieme all'intera linea, è stata interessata da lavori di rinnovo dell'armamento e attrezzaggio propedeutico per l'installazione del sistema di segnalamento di ultima generazione di tipo ETCS Regional livello 2/3, che verrà ultimato negli anni successivi con la realizzazione di un nuovo PPM (Posto Periferico di Movimento) per l’allestimento di apparecchiature tecnologiche destinate al comando, al controllo e alla sicurezza della circolazione ferroviaria nella tratta.

## Movimento
Il servizio ordinario è svolto in esclusiva da Trenitalia (controllata del Gruppo Ferrovie dello Stato) per conto della Regione Lazio. I treni che effettuano il servizio sono esclusivamente di tipo regionale.
In totale sono circa 18 i treni che effettuano servizio in questa stazione e le loro principali destinazioni sono Avezzano, Cassino, Sulmona e Sora.

## Servizi
- Sala d'attesa

## Interscambi
- Fermata autobus COTRAL.